# Daniel Moeckli
Daniel Moeckli (* 1970) ist ein Schweizer Rechtswissenschaftler.

## Leben
Daniel Moeckli studierte von 1990 bis 1997 Rechtswissenschaften an der Universität Bern (Anwaltspatent). Er erwarb den LL.M. (2000–2001) an der London School of Economics and Political Science, den Ph.D. (2003–2006) an der University of Nottingham, 2005 das Diploma in Human Rights Law am European University Institute und die Habilitation (2009–2014) an der Universität Zürich (venia legendi für Völkerrecht, Öffentliches Recht und Rechtsvergleichung im Öffentlichen Recht). Seit 2018 ist er Professor für Öffentliches Recht mit internationaler und rechtsvergleichender Ausrichtung an der Universität Zürich.

## Schriften (Auswahl)
- Human rights and non-discrimination in the ‘war on terror‘. Oxford 2008, ISBN 0-19-923980-0.
- Exclusion from public space. A comparative constitutional analysis. Cambridge 2016, ISBN 978-1-107-15465-0.
- mit Helen Keller (Hrsg.): The human rights Covenants at 50. Their past, present, and future. Oxford 2018, ISBN 978-0-19-882589-0.
- mit Sangeeta Shah und Sandesh Sivakumaran (Hrsg.): International human rights law. Oxford 2018, ISBN 978-0-19-876723-7.